# Beals Wright
Beals Coleman Wright (19. prosince 1879 Boston – 23. srpna 1961 Alton) byl americký tenista.
Vyhrál US Open v roce 1905 ve dvouhře. Třikrát na tomto turnaji triumfoval ve čtyřhře (1904, 1905, 1906). Ve dvouhře byl též třikrát poraženým finalistou (1901, 1906, 1908). Roku 1910 byl v singlovém finále Wimbledonu, o tři roky dříve byl wimbledonským finalistou ve čtyřhře. Na olympijských hrách v St. Louis roku 1904 vyhrál tenisový turnaj jak ve dvouhře, tak ve čtyřhře, ve dvojici s Edgarem Leonardem. V roce 1921 způsobil autonehodu, za což byl uvězněn. V roce 1956 byl uveden do Mezinárodní tenisové síně slávy. Pocházel ze sportovní rodiny, byl starším bratrem amerického tenisty Irvinga Wrighta, jeho otec George Wright i strýc Harry Wright byli známými baseballisty.